# 原愛実
原 愛実（はら あいみ、1989年3月8日 - ）は、日本の元グラビアアイドル、元タレント。
所属事務所は2013年3月31日までリップで、その後株式会社ユニークに所属していた。旧芸名は藍原亜美。美脚戦隊スレンダーDXのメンバー。
現在は引退している。

## 来歴
2009年にスカウトされタレントデビュー。2011年からはセクシー☆オールシスターズ内のユニット『美脚戦隊スレンダーDX』に参加。グループ内での担当カラーはネイビー。
2013年3月7日の自身のブログで、同年3月31日をもって所属していたリップを退社することを発表。3月16日発売のラストDVD『愛の実』の発売が最後のイベントとなり、グラビアアイドルを卒業。同年6月よりユニークに移籍。
美脚戦隊スレンダーと並行で、2013年より3人組の女性ユニット『IROHA』としても活動していたが、2014年9月初めにユニークを退社していたことが報道された。また同時期に公式ブログも閉鎖されている。

## 人物
- 父親が岩手県出身[6]。2歳上の姉がいる[7]。
- 普通に中学校・高等学校を卒業し、大学は行ってないとニコニコ生放送（ロトナン宝くじチャンネル第2回ぷち生放送MC）で語っている[8]。
- 好きな食べ物は焼肉[9]。牛角で働いた経験があり、副店長を務めたこともある[1][10]。大の仲良しであるみづきあかりや相多愛とは一緒にバーベキューパーティーもしたほど[11][12]。
- 嫌いな食べ物はトマトとらっきょう[9]。

## 出演

### テレビ

#### バラエティ
- 女優力（日本テレビ、2009年12月 - 2010年3月）
- あらびき団（TBS、2010年8月3日）
- ビキスポ！（MONDO TV、2010年）
- オールスター感謝祭（TBS・2010年10月2日、2011年4月9日） アシスタント
- 金曜スーパープライム・たけしとひとし（日本テレビ・2010年12月10日） まつたけを運ぶアシスタント
- さまぁ〜ZOO（テレビ東京、2011年4月 - ）

#### ドラマ
- 検事・鬼島平八郎（ABC・テレビ朝日、2010年10月 - 12月）笹島 役
- 歌セラ 第10回「男と女のクリスマスイブ」（2010年、TUY・TBC・HBCほか）

### WEB
- 一緒に食べよ♪（あっ!とおどろく放送局、2011年2月8日）
- 一緒に育てよ♪ふれ愛ドル火曜（あっ!とおどろく放送局、2011年2月8日）
- あきげんの『旬感』（あっ!とおどろく放送局、2011年4月7日-6月30日）

## リリース作品

### イメージDVD
1. はじめての、あいみぃ（2009年5月20日、ラインコミュニケーションズ）
2. 愛マイミー あいみぃー（2010年2月28日、BNS）
3. はらスメント（2010年5月25日、エアーコントロール）
4. はらはらドキドキ（2010年10月22日、トリコ）
5. 旬感フルーツ（2011年7月27日、マックス）
6. 愛の実（2013年2月28日、グラッソ）